# Шилимов, Владимир Михайлович
Владимир Михайлович Шилимсв (1942—2019) — сотрудник советских и российских органов государственной безопасности, генерал-майор.

## Биография
Владимир Михайлович Шилимов родился 1 января 1942 года в селе Коржевка Инзенского района Ульяновской области в крестьянской семье. После окончания Коржевской средней школы поступил в Ульяновский государственный сельскохозяйственный институт. В период учёбы был секретарём институтского комитета комсомола, по окончании вуза продолжил работать на комсомольской работе, был первым секретарём Павловского и Инзенского райкомов ВЛКСМ. Позднее стал председателем Вешкаймского райисполкома Ульяновской области.
В 1980 году Шилимов поступил на службу в органы Комитета государственной безопасности при Совете Министров СССР. В 1982 году окончил курсы подготовки руководящего состава Высшей школы КГБ СССР имени Ф. Э. Дзержинского. С 1982 года был заместителем по кадрам начальника Управления КГБ СССР по Ульяновской области, а в 1990 году возглавил это Управление.
После распада СССР продолжал службу в системе Министерства безопасности — Федеральной службы безопасности Российской Федерации. На протяжении ряда лет возглавлял Управление по Ульяновской области. Выйдя в отставку в звании генерал-майора, жил в Ульяновске, работал заместителем по безопасности генерального директора ОАО «Кварц». Умер 29 мая 2016 года.